# Theobroma gileri
Theobroma gileri är en malvaväxtart som beskrevs av José Cuatrecasas. Theobroma gileri ingår i släktet Theobroma och familjen malvaväxter. Inga underarter finns listade i Catalogue of Life.